# Инфильтрат

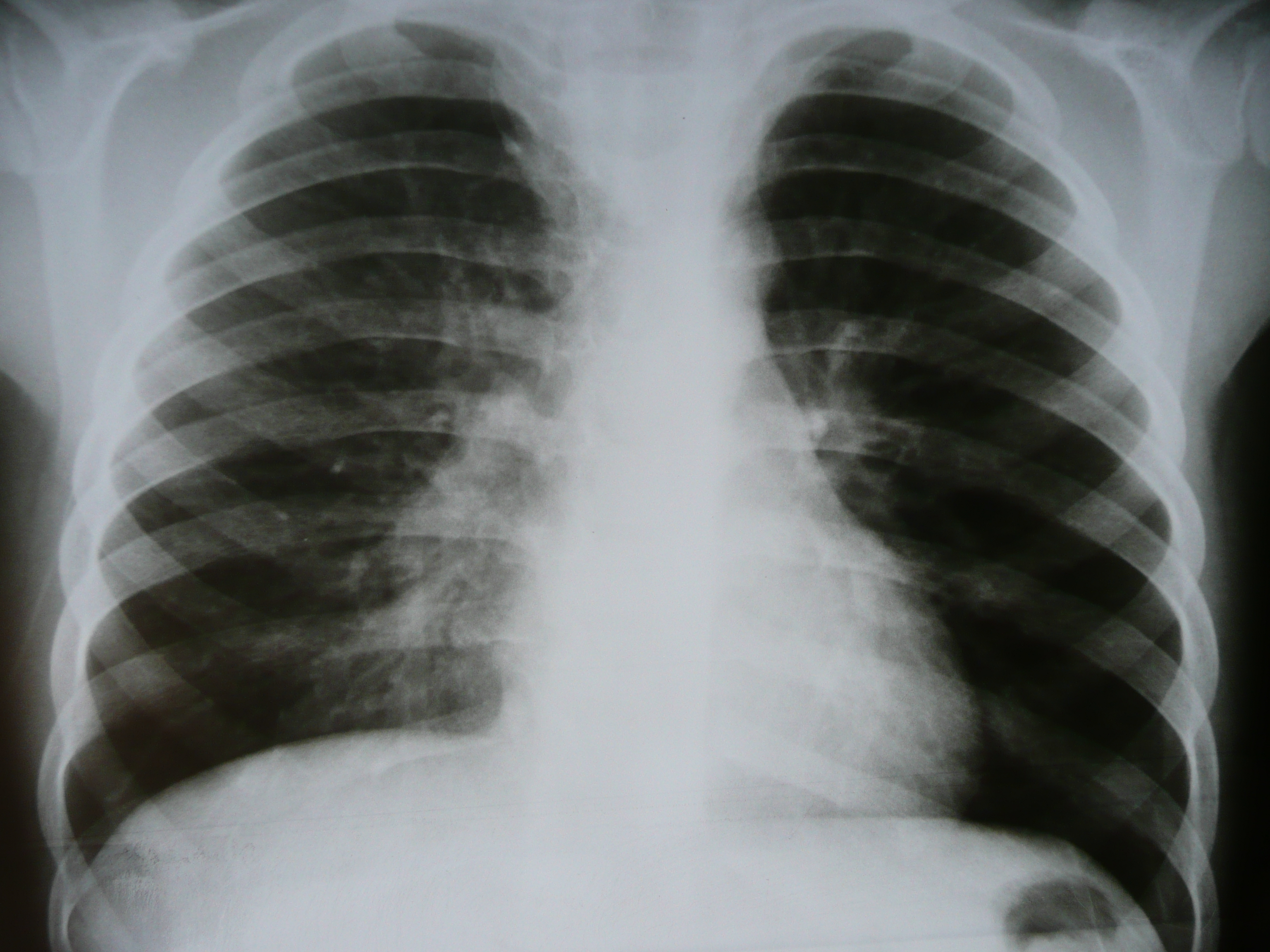
Инфильтрация при туберкулезе (справа)

Инфильтра́т (от лат. in — в; filtratus — процеженный) — скопление в тканях организма клеточных элементов с примесью крови и лимфы. Наиболее часто встречаются воспалительный и опухолевый инфильтрат. Воспалительный инфильтрат состоит преимущественно из полиморфноядерных лейкоцитов (гнойный инфильтрат), эритроцитов (геморрагический инфильтрат), лимфоидных клеток (круглоклеточный инфильтрат), гистиоцитов и плазматических клеток (гистиоцитарно-плазмоклеточный инфильтрат) и других. Такие инфильтраты могут рассасываться, расплавляться, подвергаться склерозированию, с образованием каверны, абсцесса, рубца и тому подобного. Опухолевый инфильтрат состоит из опухолевых клеток различной природы (карцинома, саркома) и является проявлением инфильтрирующего роста опухоли. С образованием инфильтрата ткань увеличивается в объёме, меняет цвет, становится плотнее, иногда болезненна. В хирургической практике инфильтратом называется уплотнение, возникающее в тканях при их пропитывании анестезирующим (обезболивающим) раствором (смотри Местная новокаиновая блокада).
Иногда инфильтратом называют участок ткани, инфильтрированный каким-либо искусственно введённым веществом (например, спиртом, антибиотиком, раствором анестезирующего средства).

## Происхождение
Белые кровяные тельца эмигрируют через стенку кровеносного сосуда и образуют в ткани выпот, инфильтрат, то есть скопление сывороточной, а иногда гнойной жидкости.
Часто инфильтрат образуется после подкожных и внутримышечных инъекций. Основные причины этого:
- выполнение инъекции тупой иглой;
- использование для внутримышечной инъекции короткой иглы, предназначенной для внутри- или подкожных инъекций;
- неправильное место инъекции;
- частые инъекции в одно и то же место;
- нарушение правил асептики.